# آرثر بايرون كوبل
آرثر بايرون كوبل (بالإنجليزية: Arthur Byron Coble)‏ هو رياضياتي أمريكي، ولد في 3 نوفمبر 1878 في ويليامزتاون في الولايات المتحدة، وتوفي في 8 ديسمبر 1966 في هاريسبرج في الولايات المتحدة.